# ФК Хабнарфјердир
ФХ Хабнарфјердир је професионални исландски спортски клуб који се налази у граду Хабнарфјердиру. Клуб се такмичи у фудбалу, рукомету, атлетици и мачевању. Мушки фудбалски тим је био доминантна сила од ране 2000. године и тада постаје актуелни шампион прве лиге, после узимања титуле 2015. године, седме у својој историји.

## Историја

### Рана историја
Основан је 1928. године као гиманстички клуб. ФХ је после тога основао клубове и у другим спортовима. Хафнарфјордур се изборио за промоцију у прву лигу у фудбалу први пут 1979. године. Тад су избегли испадање за једно место и два бода у њиховој првој сезони пре него што се испали као последње пласирана екипа 1981. године. Фудбалски клуб је изборио повратак на врх 1984. године. Провели су једну сезону у другој лиги 1988. и поново су испали 1995. године.

### 21. век
После освајања друге лиге 2000. године, they came third in the first division in 2001. били су трећи у првој лиги 2001. У 2004. години Хафнарфјордур је освојио своју прву националну титулу, са 37 поена испред ИБВ-а који је имао 31.
Прво европско путовање ФХ је обавио у сезони 2004-05 у УЕФА Купу, у којем су поразили Њутаун из Велса у првом колу квалификација, а затим су поразили Шкотски клуб Данфермлајн Атлетик у другом колу 4-3 укупним резултатом. У реваншу у надокнади времена и при укупном резултату 3-3, Данфермлајн је требало да прође због једног датог више гола у гостима. Међутим, Томи Нилсен је постигао гол у надокнади времена за пролазак даље,касније су поражени у Немачкој од Ахена 5-1 у првој утакмици у Ахену, док је друга завршена нерешеним резултатом без голова
Као исландски шампион 2004. године, Хафнарфјордур је представљао земљу у сезони 2005-06 у Лиги шампиона, изгубио је од фудбалског тима Нефчија из Бакуа у Азербејџану 2-0 у првој утакмици и 1-2 у реваншу, 4 -1 укупним резултатом, првог кола квалификација.
Екипа је освојила Исландско првенство трећу годину заредом у 2006. години, након освајања првенства са 36 поена од 54. Тригви Губмундсон постао је тиме најбољи стрелац са осам голова у сезони. На лето 2006. три играча тог клуба играло је за репрезентацију: Дади Ларусон, Сигурвин Олафсон и Арман Смари Бјорнсон. Арман Смари се придружио Норвешком тиму Бран након феноменалне чаролије у првих 15 кола . Балдур Бет такође је напустио тим на крају сезоне и придружио се ривалу Валур без обештећења.
Клубски стадион Каплакрики доживео је велику обнову: јужна трибина је проширена, чиме је капацитет за седење порастао на 3.500. Постоје даљи планови да се повећа капацитет за седење на скоро 6.000 чиме би стадион је далеко највећи у Исланду, искључујући Лаугардалсволур стадион. Такође, план је да се изгради фудбалска кућа, затворени атлетски центар и направи кров над трибинама.
Дана 20. октобра 2006. године за клуб су потписали исландски близанци Арнар и Бјарки Гунлаугсон, који су играли за Болтон, Стоук Сити, Фајенорд Ротердам, ФК Нирнберг и Лестер Сити. Близанци су пребачени у свом детињству у други исландски клуб крајем јула 2008. године. 
У сезони 2007 Хафнарфјордур је заузимао друго место у Првој Лиги иза главног ривала Валура. После пораза од ривала у једном од финалних утакмица у сезони, ФХ је освојио куп у победо са 2-1 над Фјолниром у купу чиме је коначно обезбедио место у квалификацијама у Купу УЕФА.
У октобру 2007. године, Олафур Јоханесон је поднео оставку на месту тренера Хафнарфјордура да би преузео исландску репрезентацију. У својих пет година рада у Хафнарфјордуру, тим је освојио Прву Лигу три пута, два пута су били други, освојио је Лигу Купа три пута и пехар једном. Хеимир Гудјонсон, бивши помоћни тренер и некадашњи капитен ФХ, ангажован је као његова замена.
Дана 1. августа 2008. године клуб је играо против Астон Виле у другом колу квалификација за Куп УЕФА. Након што су изгубили са 4-1 14. августа, а играли 1-1 у гостима на Вила Парку 28. августа, изгубили су укупним резултатом 5-2.
Дана 27. септембра 2008. ФХ освојио Исландску прву лигу по четврти пут у 5 година. У једном од најузбудљивијих последњих дана такмичења икада, њихови главни ривали Кефлавик су изгледали као фаворити за освајање титуле са 2 поена предности над ФХ у последњем колу. Хафнарфјордур је имао утакмицу против Филкира, док је Кефлавик играо као домаћин против Фрама, који су и сами морали да победе да би обезбедили треће место, уједно и последње место у Купу УЕФА за наредну сезону. Хафнарфјордур је морао да победи своју утакмицу да би се састао са Кефлавиком. У том последњем колу Хафнарфјоруд је тукао Филкир 2-0, док је Кефлавик изненађујуће изгубио са 2-1 од Фрама. 
Они су учествовали у сезони 2010-11 у Лиги шампиона после титуле у лиги у 2009. години. Затим су били други у лиги 2010. а, 2011. је освојио лигу. 2012. године по десети пут у низу су били у топ два места. У 2015. години, они су освојили своју седму титулу, а затим и осму титулу 2016. године.

## Освојени трофеји
- Шампион Исланда 8 пута- 2004.,2005., 2008., 2009., 2012., 2015. и 2016.
- Куп Исланда 2 пута- 2007. и 2010.
- Лига Куп Исланда 6 пута- 2002., 2004., 2006., 2007., 2009. и 2014.
- Исландски Супер Куп 6 пута- 2004., 2006., 2008., 2009., 2010. и 2013.

## Rеференце
1. ↑  „Iceland Final League Tables 1912-1998”. Приступљено 6. 7. 2016.
2. ↑  „Iceland - List of Second Division Champions and Promoted Clubs”. Приступљено 6. 7. 2016.
3. ↑  „Iceland 2001”. Приступљено 6. 7. 2016.
4. ↑  „Iceland 2004”. Приступљено 6. 7. 2016.